# 貂勃
貂勃（？—？），戰國時期齊國大夫，豎刁後人。

## 生平

### 田單舉薦
田單以火牛陣打敗了燕軍，在收復了齊國七十餘座城後，迎接在莒被擁立的太子田法章進入國都臨淄為齊王，因功被封任為相國，封為安平君。田單受到齊國上下的一致尊重。而當時的處士貂勃卻常常公開說安平君田單的壞話，他逢人便說：“安平君田單是個小人。”安平君聽說後，特別備了宴席請貂勃赴宴。在宴席上田單問：“我有什麼地方得罪了先生？為什麼先生常常跟我過不去啊？”貂勃說：“盜跖的狗向堯狂叫，並不是因為狗尊重盜跖，而鄙視堯帝，狗本來只是向不是他主人的人狂叫的。如果我說公孫子賢能，而徐子無能，讓他們互相爭鬥起來，徐子的狗還是會去抓公孫子的小腿肚子及噬咬他。至於讓那隻狗離開無能的人，尋找賢能的人當它的主人，那豈止僅僅是咬小腿肚子呢？”安平君田單立即明白了，說：“敬從您的指教。”第二天，他上朝便向齊襄王推薦了貂勃，貂勃當上了中大夫。

### 佞臣進讒
齊襄王有九位寵信的佞臣，他們想除掉安平君，便設法毀謗他，紛紛在齊襄王面前說：“燕國進攻齊國時，楚王派將軍帶領了一萬大軍援助齊國，國家已經安定，為什麼不派使臣去酬謝楚王呢？”齊襄王問派誰去合適，這九位寵臣都說：“貂勃可以。”
前279年，貂勃便出使到楚國，楚王接待了他，並且設宴款待他，過了好多天貂勃還沒有回國。這時那九個寵臣便乘機在齊襄王面前說：“貂勃只是個普通的人，卻被萬乘之君楚王挽留，這難道不是因為他仗著田單的勢力嗎？況且安平君對待大王，不遵君臣之禮，沒有上下之別，他內心是想要圖謀不軌啊！您看他籠絡百姓，收買人心，救濟窮人，補助困難戶，對內給人民以小恩小惠，對外懷柔外族及諸侯的賢士，暗地裡交結諸侯中的英雄豪傑。他的陰謀可不小啊！希望大王仔細審查。”齊襄王果然中計，隔天他下令召田單前來。田單一聽到齊襄王召見，來不及戴帽子，沒有穿鞋子，半露出身子，打著赤腳，惶恐地去請罪，退出時又請求死罪。齊襄王見到平安君如此尊重自己，就說：“你沒有罪，你還是行你的臣子之禮，我還是行我的國君之禮，就這樣吧！”
貂勃從楚國回到了齊國，齊襄王設宴款待他，當酒興正濃時，齊襄王大聲叫道：“去叫丞相田單也來。”貂勃當即離開坐席，行大禮參拜，然後嚴肅地問大王怎麼說出這種亡國的話來，齊襄王莫名其妙地問怎麼說亡國話了。貂勃問齊襄王自己與周文王相比如何？齊襄王搖搖頭說自己不如周文王。貂勃便直說："他早就知道不如！那末，您跟齊桓公比又怎麼樣呢？”齊襄王回答：“我也不如。”貂勃說：“我當然知道您不如！那末，周文王得到了呂尚，尊他為太公；齊桓公得到了管夷吾，尊他為仲父。大王得到了安平君，為何叫他的名字'單'，從開天闢地，有人類以來，做臣子的功勞，誰能勝過安平君呢？可是，大王竟然叫他的名字'單'。大王說出這種亡國的話來啊？而且當初大王不能保住自己的國家，燕人出兵侵犯齊國，您逃到城陽山中，安平君憑著區區即墨的三里之城，五里之郭，帶領著七千疲憊的士卒，俘獲了燕將司馬，收復了千里的失地，這都是安平君的功勞。在那時，如果他挾持在城陽的襄王，而自立為王，諸侯也不能阻止他。可是，安平君完全從道義出發，認為不能這樣做，所以修築棧道，從城陽山中迎接了大王和王后，您這才能返回國都，治理國家。國家已經安定，您卻直呼安平君的名字『單』，就是嬰孩也不會這樣做的。大王快殺掉這九位佞臣，向安平君道歉。不然的話，國家前途就危險了。齊襄王猛然醒悟，於是當即下令殺掉了他的九位寵臣，把他們的全家驅逐出境，並將夜邑萬戶之地封給了安平君。